# Poitou-Charentes
Poitou-Charentes (pronunciado /pwatu ʃaʁɑ̃t/ (escucharⓘ); en occitano: Peitau Charantas; en poitevino-saintongés: Poetou-Chérentes) fue una antigua región metropolitana francesa con costa en el Atlántico, desde el 31 de diciembre de 2015 desaparecida, formada por los departamentos de Charente, Charente Marítimo, Deux-Sèvres, y Vienne. La capital regional se encontraba en la ciudad de Poitiers. Aparte de ella, las ciudades más importantes de la región eran La Rochela, Angulema, y, en menor medida, Niort. Tenía una superficie de 25.809 km², que en términos de extensión es similar a Sicilia.
Esta región era atravesada por el meridiano de Greenwich y era surcada por el río Vienne, afluente del río Loira. 
En el marco de la reforma territorial emprendida en 2014, Poitou-Charentes se fusionó el 1 de enero de 2016 con las regiones limítrofes de Aquitania y Lemosín El nombre de esta nueva región es Nueva Aquitania.

## Historia
Región con mucha resonancia histórica por cuanto en ella acontecieron sucesos decisivos para Francia y Europa. En sus campos los francos vencieron a los visigodos, consolidando su supremacía regional. En sus tierras también los francos vencieron a los árabes, rechazándolos desde allí hasta el sur de los montes Pirineos. Tras la revolución y debido a las imposiciones secularizadoras y de control de la iglesia que llegaban de París, un ejército de voluntarios alentado por la iglesia no afín a la república, en su mayoría campesinos, se enfrentó a tropas regulares del nuevo estado francés, las famosas "Columnas del infierno" que tras masacrar a los rebeldes destruyeron muchas ciudades de la región histórica de la Vendée. Con el final de esta rebelión, la Guerra de la Vendée llegó a su fin trayendo consigo la depresión económica consecuencia de los estragos de la guerra en la población y el tejido económico y la división en departamentos que fueron divididos en distintas regiones a fin de acabar con el sentimiento de unidad de la región histórica. El departamento de Deux-Sèvres pertenecería pues a esa antigua región, sentimiento que pervive en la cultura popular.

## Política
La presidenta del Consejo Regional de Poitou-Charentes fue la socialista Ségolène Royal, que ocupó este cargo desde las elecciones de 2004. 
La coalición progresista que encabezó Ségolène Royal estaba formada por el Partido Socialista Francés, el Partido Comunista Francés, Los Verdes y el Partido Radical de Izquierda. Esta coalición obtuvo, en la segunda vuelta de las elecciones regionales, el 55,1% de los votos, casi nueve puntos más que en la primera vuelta, y 37 de los 55 escaños en juego.
La lista de Ségolène Royal fue la más votada en todas las circunscripciones electorales. El mejor resultado lo consiguió en el departamento de Charente con un 57,9% de los votos emitidos. Por el contrario, el peor resultado fue el conseguido en el departamento de Charente-Maritime con sólo un 51,8%.
La lista de la presidenta saliente, Élisabeth Morin, UMP obtuvo un 36,2% de los votos y 15 escaños.
La candidatura del Front National fue la menos votada con un 8,7% y 3 escaños.
Esta elección se mediatizó mucho por múltiples razones:
- por primera vez en Francia, una mujer consiguió conducir una lista a la victoria a una elección regional.
- quitó a la derecha una región que le era adquirida desde hace veinte años, y es también una victoria simbólica sobre Jean-Pierre Raffarin, que había dirigido la región antes de dejar la presidencia a Élisabeth Morin en su nombramiento al puesto de primer ministro.
- esta elección dio a la compañera del Primer secretario del Partido socialista una envergadura que le permitió obtener la investidura del Partido socialista para las elecciones presidenciales de 2007.

## Población
En 1999, la región era la 15.ª (de 26) región en términos de población. En términos de área es la 12.ª mayor.
El poitevin-saintongeais, una lengua regional tradicional, lo habla una minoría de la población, mientras que el occitano, tradicionalmente lo habla un pequeño grupo al extremo oeste de la región.

## Deporte
La región de Poitou-Charentes contaba con equipos profesionales de fútbol (Chamois Niortais), rugby (Atlantique Stade Rochelais) y baloncesto (Union Poitiers Basket 86).